# Ljungdalakyrkan
Ljungdalakyrkan är en stadsdelskyrka i nordöstra delen av Hässleholm. Den är församlingskyrka i Hässleholms församling i Lunds stift. Kyrkan ligger vid ett torg i Ljungdala Center mellan bostadsområde och industriområde.

## Kyrkobyggnaden
Den 14 mars 1978 tog kyrkofullmäktige beslutet att kyrkan skulle byggas. Kyrkan med församlingslokaler uppfördes 1980 efter ritningar av arkitekten Torsten Thuresson och invigdes den 7 september samma år av biskop Per-Olof Ahrén. Den hade då kostat 2,8 miljoner kronor.
De olika rummen i kyrkan har olika namn. Själva kyrksalen heter Maria.
Utanför kyrkan finns en fristående klockstapel.

## Inventarier
All inredning i kyrkorummet är flyttbar. Altartavla och processionskors är skapade av konstnären Stig Carlsson, Nyhamnsläge. Kyrkliga textilier är utformade av Inger Björklund och Inga-Britt Jeppsson.

### Orgel
Den nuvarande orgeln byggdes 1984 av A. Mårtenssons Orgelfabrik AB, Lund och är en mekanisk orgel. Orgeln har en ny fasad.
| Huvudverk I   | Svällverk II      | Pedal      | Koppel  |
| Rörflöjt 8'   | Gedackt 8´        | Subbas 16´ | I/P     |
| Principal 4'  | Koppelflöjt 4'    |            | II/P    |
| Täckflöjt 4'  | Svegel 2'         |            | II/I    |
| Kvinta 2 2/3' | Larigot 1 1/3'    |            | II 4'/P |
| Blockflöjt 2' | Tremulant         |            |         |
| Ters 1 3/5'   | Crescendosvällare |            |         |

### Webbkällor
- Hässleholms församling